# Los Garcías
Los García är en ort i Mexiko.   Den ligger i kommunen Cañada Morelos och delstaten Puebla, i den sydöstra delen av landet, 190 km öster om huvudstaden Mexico City. Los García ligger 2 369 meter över havet och antalet invånare är 2 500.
Terrängen runt Los García är kuperad åt sydost, men åt nordväst är den platt. Runt Los García är det ganska tätbefolkat, med 96 invånare per kvadratkilometer. Närmaste större samhälle är San José Esperanza, 6,7 km norr om Los García. Omgivningarna runt Los García är en mosaik av jordbruksmark och naturlig växtlighet.